# امپراتور شیائو زونگ
امپراتور شیائو زونگ (۲۷ نوامبر ۱۱۲۷ – ۲۸ ژوئن ۱۱۹۴) یازدهمین امپراتور دودمان سونگ در چین و دومین امپراتور دودمان سونگ جنوبی بود. نام اصلی او ژائو شن بود. او از ۱۱۶۲ تا ۱۱۸۹ میلادی سلطنت کرد.
او هفتمین نواده از نسل امپراتور تائی زو، مؤسس سلسله سونگ، بود. هنگامی که تنها فرزند پسر امپراتور گائو زونگ درگذشت، او به کارگزارانش فرمان داد که در تمام چین جنوبی به دنبال فرزندان سلطنتی از نسل امپراتور تائی زو بگردند. (اکثر خویشاوندان نزدیک گائوزونگ در حمله سلسله جین به کایفنگ -پایتخت سابق سونگ- اسیر شده بودند.)
شیائو زونگ دومین پسر ژائو زی چنگ (趙子偁)، ششمین پسرعموی امپراتوران گائوزونگ و امپراتور چینزونگ بود.